# Seznam kapucínských klášterů

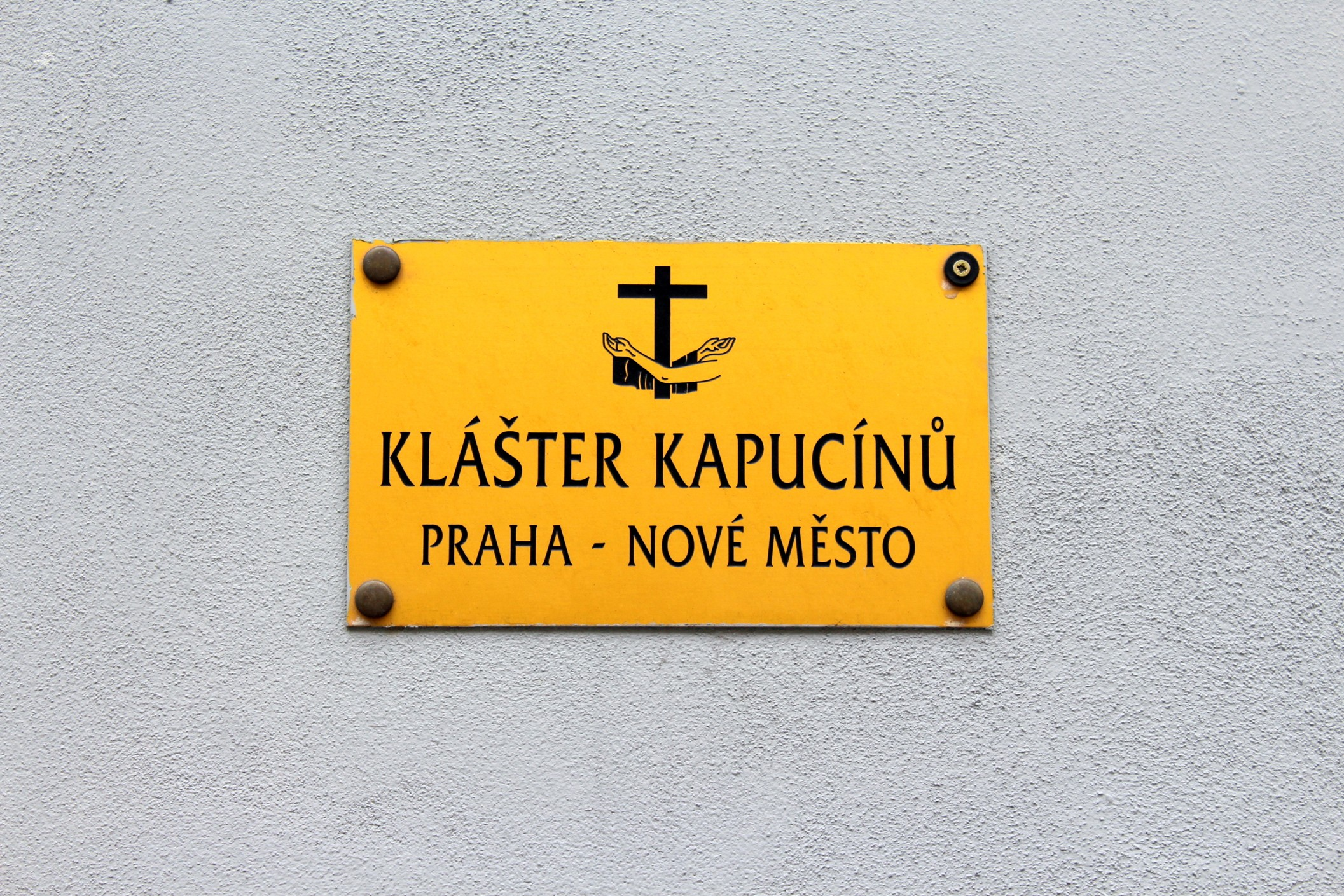
Klášter kapucínů na Novém Městě v Praze

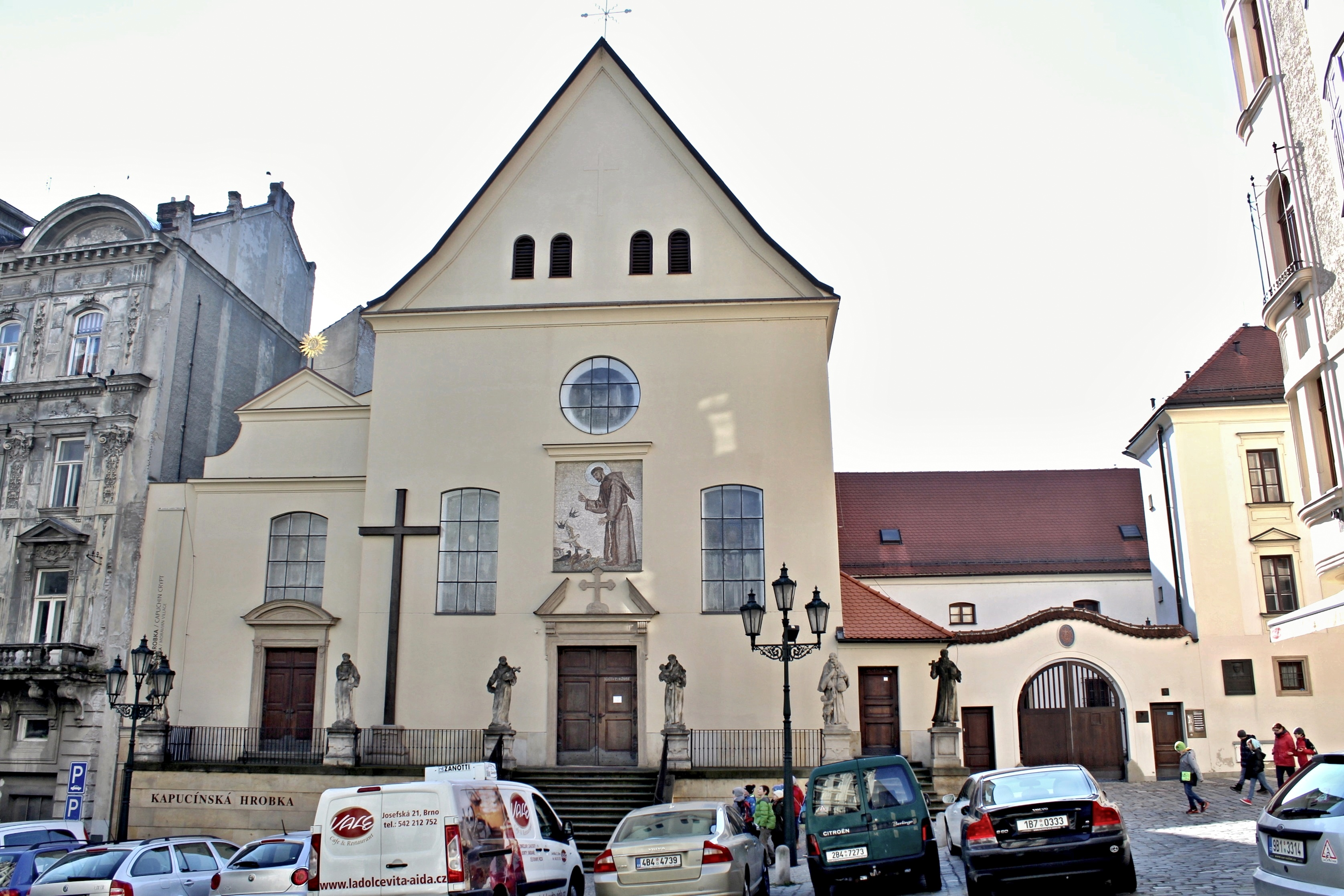
Kostel Nalezení svatého Kříže při kapucínském klášteře v Brně

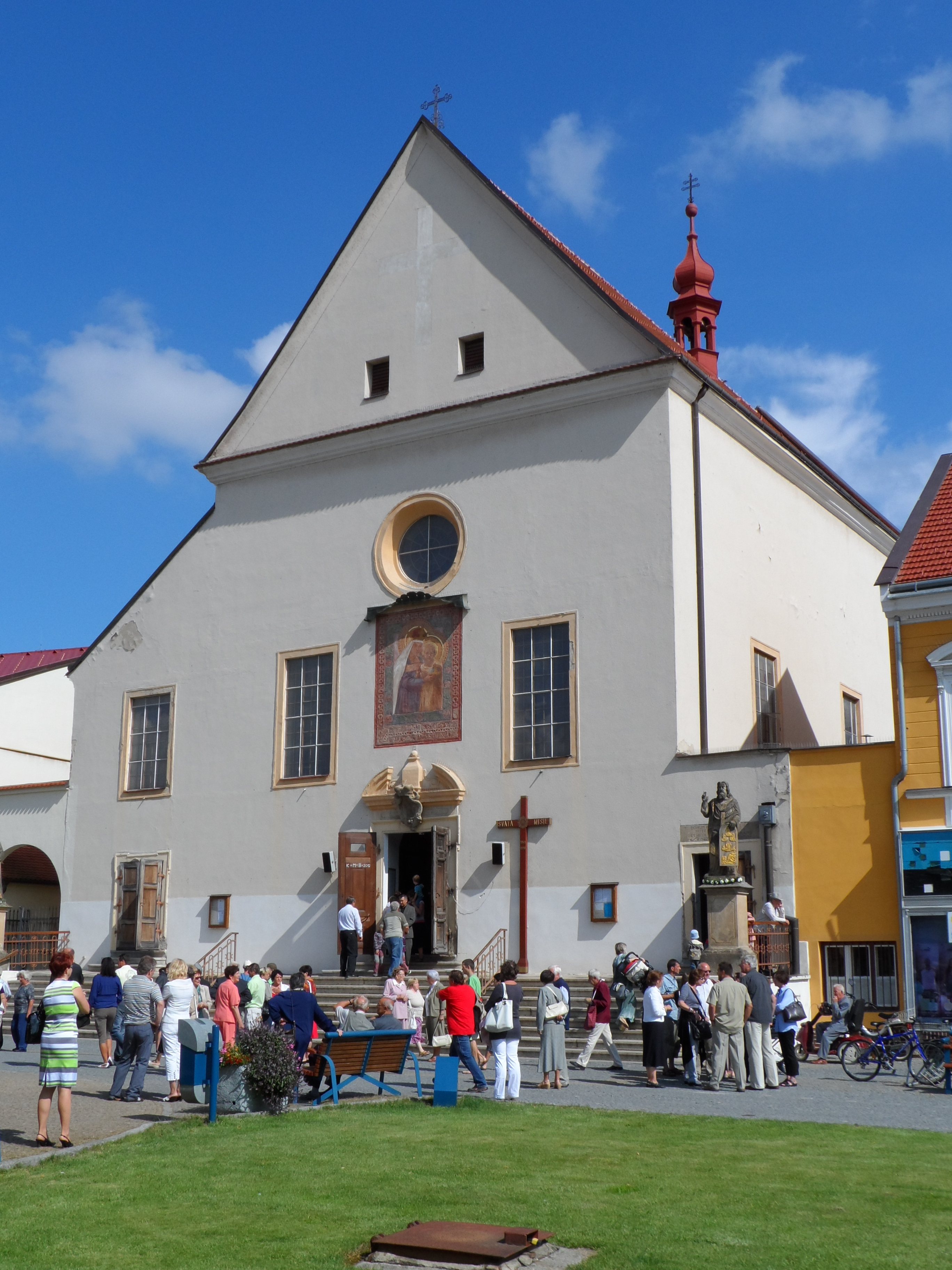
Kapucínský kostel Nanebevzetí Panny Marie a sv. Cyrila a Metoděje v Kyjově

Název kapucínský klášter či klášter kapucínů může nést vícero objektů řádu menších bratří – kapucínů. Pro kapucínské klášterní kostely je typická poměrně strohá podoba s trojúhelníkovým průčelím a kruhovým oknem nad vstupem.

## Evropa
Česko
- Kapucínský klášter (České Budějovice)
- Klášter kapucínů (Hradčany) u pražské Lorety
- Kapucínský klášter (Nové Město) – v Praze u kostela sv. Josefa
- Kapucínský klášter v Brně s hrobkou kapucínů
- Klášter kapucínů v Zákupech (zaniklý)
- Klášter kapucínů v Roudnici nad Labem
- Kapucínský klášter v Rumburku s kostelem sv. Vavřince a loretánskou kaplí – bývalý, dnes zde sídlí knihovna a muzeum
- Klášter kapucínů v Mělníku – bývalý, dnes zde sídlí Regionální muzeum Mělník
- Klášter kapucínů v Kyjově s kostelem Nanebevzetí Panny Marie a svatých Cyrila a Metoděje
- Klášter kapucínů (Olomouc) s kostelem Zvěstování Panny Marie
- Klášter kapucínů (Prostějov) (zrušený)
- Klášter kapucínů (Sušice)
- Klášter kapucínů (Kolín) (zrušený)
- Klášter kapucínů (Žatec) (zrušený)
- Kapucínský klášter v Opočně s kostelem Narození Páně
- Kapucínský klášter v Sokolově (zrušený), s kostelem svatého Antonína Paduánského
- Kapucínský klášter na Jejkově – v Třebíči
- Kapucínský klášter v Mariánské
- Kapucínský klášter v Mnichově Hradišti – při valdštejnském zámku v Mnichově Hradišti
- Kapucínský klášter v Liberci při kostele sv. Máří Magdalény
- Kapucínský klášter v Chrudimi s kostelem sv. Josefa

 Francie
- Kapucínské kláštery v Paříži
  - Kapucínský klášter rue Saint-Honoré
  - Kapucínský klášter Faubourg Saint-Jacques
  - Kapucínský klášter ve čtvrti Marais
  - Klášter kapucínek

 Itálie
- Kapucínský klášter v Brixenu
- Klášter kapucínů v Římě

 Německo
- Kapucínský klášter (Koblenz)

 Portugalsko
- Kapucínský klášter (Sintra)

 Rakousko
- Klášter kapucínů ve Vídni – Císařská hrobka, pohřebiště rakouských a rakousko-uherských panovníků